# Jugendmedienkommission

Logo der Jugendmedienkommission

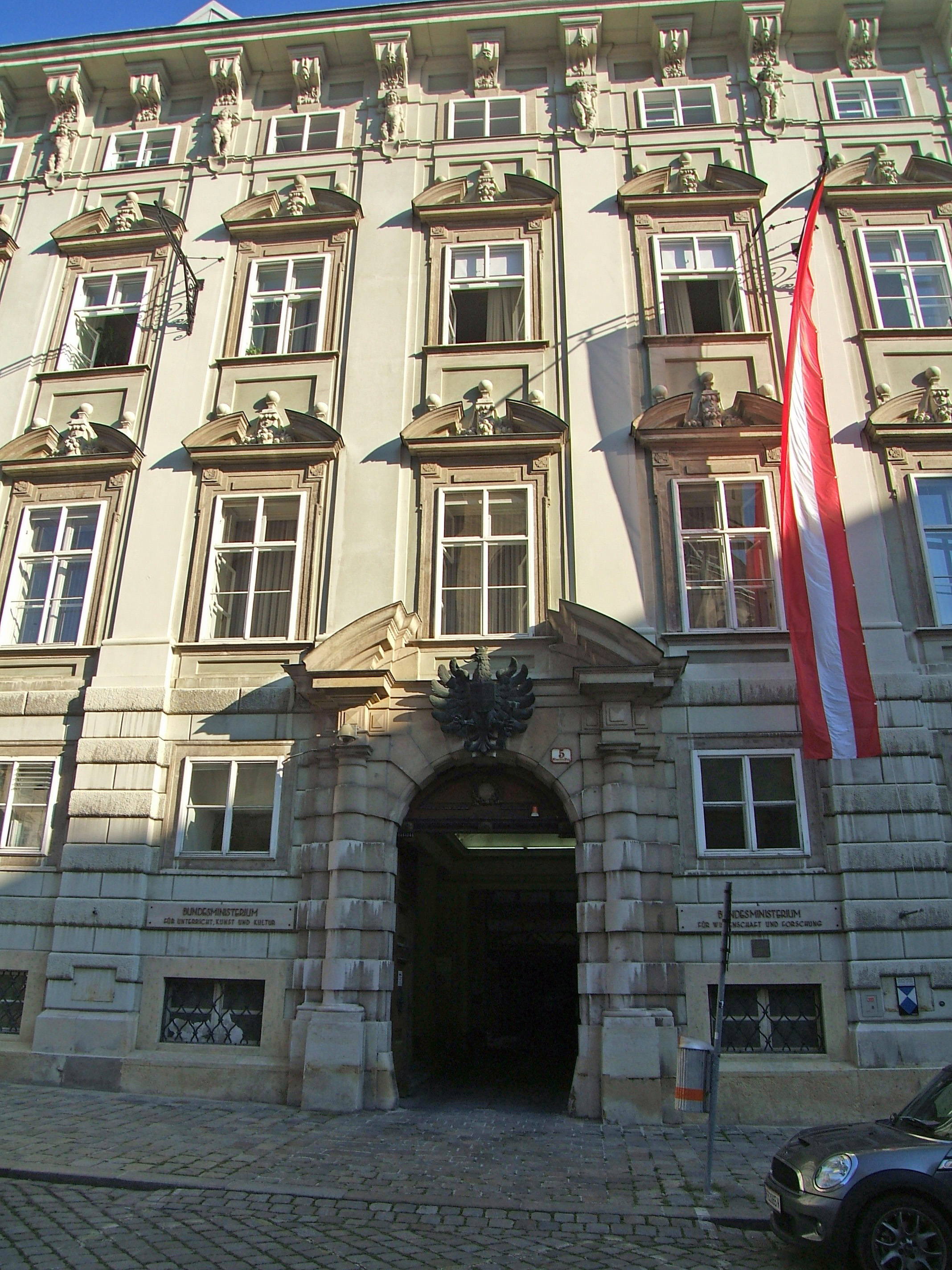
Das Gremium ist Teil des Bundesministeriums für Bildung, Wissenschaft und Forschung am Minoritenplatz in Wien

Die Jugendmedienkommission (JMK) ist ein österreichisches Gremium mit der Aufgabe, bei Kinofilmen und -trailern die Jugendtauglichkeit festzustellen. Die Experten beurteilen jährlich etwa 400 Filme. Die Jugendmedienkommission untersteht dem Bundesministerium für Bildung.

## Geschichte
Im Jahr 1948 wurde die Jugendfilmkommission (JFK) eingerichtet. Da sich mit der Zeit das Tätigkeitsfeld der Kommission erweiterte und nicht nur mehr Filme eine Altersempfehlung der JFK bekamen, wurde diese im Sommer 2001 in Jugendmedienkommission umbenannt.

## Arbeit
Die Kommission prüft auf Antrag von Filmverleihen in Österreich anlaufende Kinofilme. Es besteht hierbei keine Einreichungspflicht, in der Praxis beantragen jedoch alle großen Filmverleiher eine JMK-Einschätzung. Die Experten sprechen eine unverbindliche Altersfreigabe aus, die den Bundesländern, deren Kommissionen letztlich die Altersfreigabe im jeweiligen Bundesland bestimmen, als Entscheidungshilfe dient. Nicht eingereichte Filme müssten für die Vorführung vor Minderjährigen in den meisten Bundesländern von den Landeskommissionen eigenständig geprüft werden, praktisch ist kein solcher Fall bekannt. Vielmehr werden diese im Allgemeinen ab mindestens 16 Jahren zugelassen.
Zusätzlich werden mittlerweile auf Antrag auch Filme für den ORF, DVDs für den Handel und Internetfilme geprüft. Da die Altersfreigaben der JMK nicht rechtsverbindlich sind, werden sie jedoch nicht auf DVDs und Blurays abgedruckt.
Die Filmdatenbank der JMK bietet Kurzinformationen sowie inhaltliche Begründungen zur Alterskennzeichnung und Positivkennzeichnung der geprüften Filme und Medien ab dem Jahr 2000.

## Kennzeichnungen

### Altersfreigaben
Die Jugendmedienkommission vergibt folgende Altersfreigaben:
- Frei für alle Altersstufen / uneingeschränkt
- Frei ab 6 Jahren
- Frei ab 8 Jahren
- Frei ab 10 Jahren
- Frei ab 12 Jahren
- Frei ab 14 Jahren
- Frei ab 16 Jahren

(Die Altersfreigaben frei ab 4 Jahren, sowie frei ab 18 Jahren wurden aufgegeben.)

### Positivkennzeichnungen
Des Weiteren gibt es bei der JMK sogenannte Positivkennzeichnungen, die einen Film hervorheben können, wenn dieser in gewisser Hinsicht die Entwicklung eines Kindes bzw. eines Jugendlichen positiv beeinflussen kann. Man unterscheidet zwischen drei wesentlichen Kriterien, dem entwicklungspsychologischen Kontext, dem gesellschaftspolitischen Kontext und der inhaltlichen und ästhetischen Qualität.
- Sehr empfehlenswert ist ein Film, der viele Kriterien dazu aufweist und der in seiner Gesamtheit eine besondere Hervorhebung rechtfertigt.
- Empfehlenswert ist ein Film, der mehrere Kriterien aufweist.
- Annehmbar ist ein Film, der zumindest einige der Kriterien aufweist.
- Wird keine Positivkennzeichnung ausgesprochen, bedeutet dies, dass der Film keine dazu notwendige Kriterien enthält bzw. dass die negativen Kriterien überwiegen. Das bedeutet nicht, dass die JMK vom Besuch dieses Filmes abrät.

### Verfahren zur Einstufung von Medien
Die JMK unterscheidet zwischen sechs verschiedenen Kriterien mit folgenden Unterpunkten:
- Körperliche Gesundheit (Filmlänge, Überreizung im Bereich der visuellen oder auditiven Sinneswahrnehmung)
- Psychische und emotionale Entwicklung (Angst, Verstörung, emotionaler Schock)
- Geistig-kognitive Entwicklung (Verständlichkeit der Filmhandlung für filmsprachliche Mittel, offenes Ende, Identifikationsfiguren, Rollenverhalten, Konfliktlösungsmodelle)
- Sozial-ethische und moralische Entwicklung (Schwere Desorientierung bei der Unterscheidung zwischen Gut und Böse, Nichtbestrafung von Straftaten, Selbstjustiz, Steigerung der Gewaltbereitschaft durch Filminhalte bzw. Abstumpfung gegenüber Gewalt, Verletzung des Anstands und gesellschaftlich akzeptierter Tabus, Positive Darstellung von Drogen- und Alkoholkonsum)
- Religiöses Empfinden (Herabwürdigung religiöser Lehren und Symbole, Aufruf zu religiöser Intoleranz)
- Demokratisch-staatsbürgerliche Haltung (Totalitarismus, Politischer Extremismus, Rassismus, Sexismus, Diskriminierung von ethnischen und religiösen Minderheiten)

Die Jugendmedienkommission spricht manchen Filmen eine Positivkennzeichnung zu, die die Eignung des geprüften Films nach dessen Gesamtinhalt zusammenfasst. Dabei prüft das Gremium, ob der Zuseher gewisse altersspezifische Vorkenntnisse aufweisen muss, um die Struktur oder den Aufbau eines Films zu verstehen.